# Uniwersytet Pensylwanii
Uniwersytet Pensylwanii (ang. University of Pennsylvania, potocznie Penn lub UPenn) – amerykański uniwersytet niepubliczny w Filadelfii, w stanie Pensylwania (jeden z niewielu uniwersytetów niepublicznych nazwanych imieniem stanu, w którym się znajdują).
Należy do najbardziej prestiżowych uniwersytetów amerykańskich: jest członkiem Ligi Bluszczowej, przoduje w rankingach kierunków prawniczych oraz biznesowych. W ramach uczelni działa Wharton School, słynna szkoła biznesu.
Uniwersytet Pensylwanii, dysponując majątkiem równym około 10 mld dolarów, jest czwartą pod względem zamożności instytucją akademicką w Stanach Zjednoczonych.